# Palazzo Rittmeyer

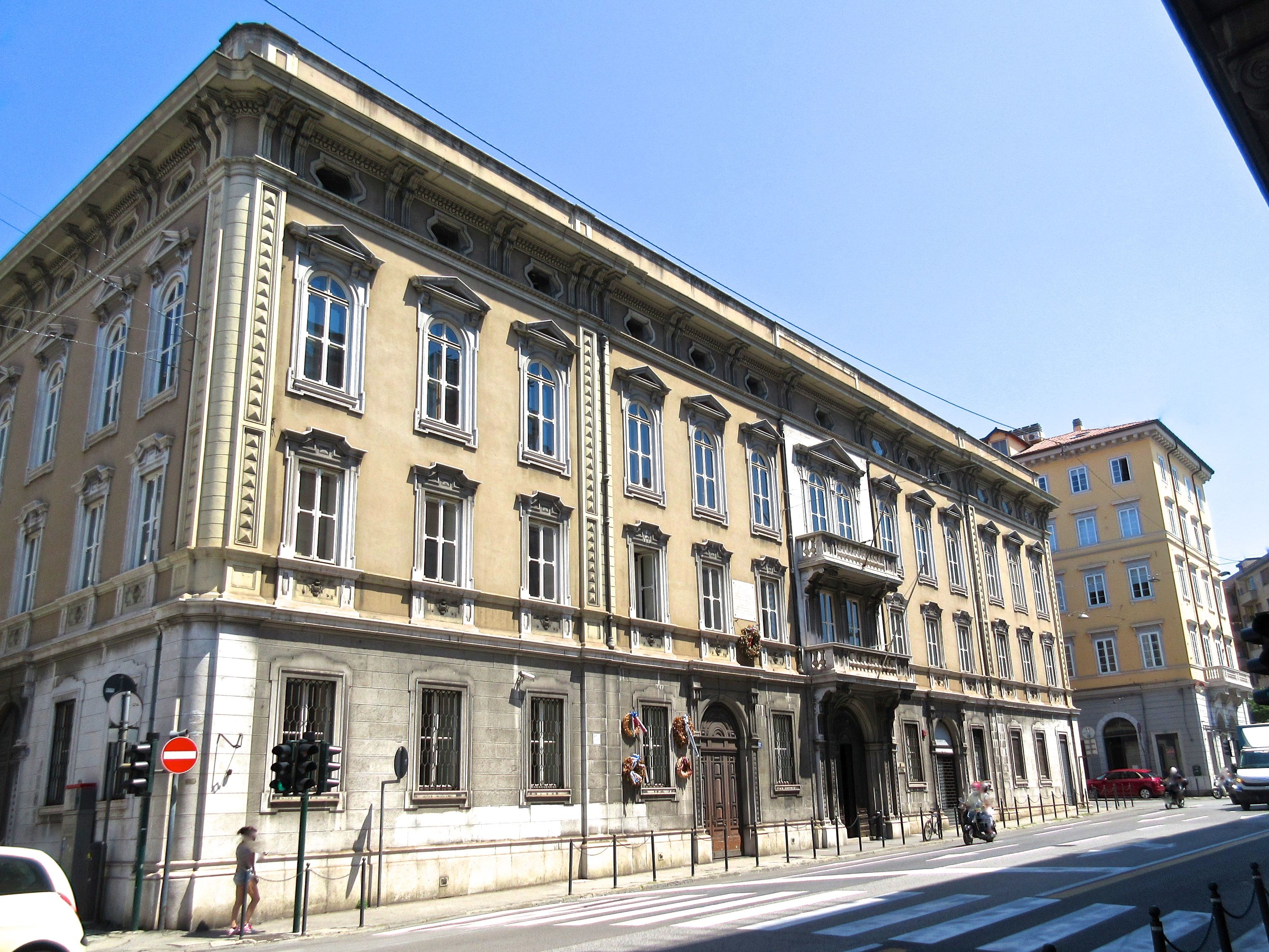
Palazzo Rittmeyer in Triest

Der Palazzo Rittmeyer ist ein Palast aus dem 19. Jahrhundert in Triest in der italienischen Region Friaul-Julisch Venetien. Das Gebäude liegt an der Via Carlo Ghega 12.

## Geschichte
Im Jahre 1823 ließ der Schweizer Elisio de Rittmeyer eine Familienresidenz in der Stadt bauen. Sie war in eklektischem Stil gehalten und hatte hängende Gärten zu heutigen Via Udine hin.
Im April 1863 wurde der Palast unter Leitung des Architekten Giuseppe Baldini im Auftrag des Barons Carlo de Rittmeyer aufgestockt umgebaut,(Der Antrag auf Aufstockung war allerdings bereits 1829 gestellt worden.) nachdem das benachbarte Anwesen von Panajoti di Dimetrio gekauft worden war.
Am 30. März 1874 wurde die Pferdeeisenbahn auf der ersten Linie in Betrieb genommen, die von der Via del Torrente, gegenüber vom Palazzo Rittmeyer, bis zum Buschetto führte.
1914 stiftete die Baronessa Cecilia de Rittmeyer den Palast der Stadt Triest.

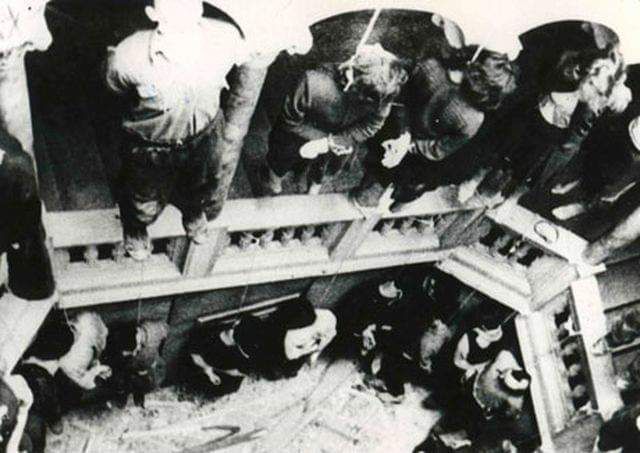
Massaker an der Via Ghega am 23. April 1944

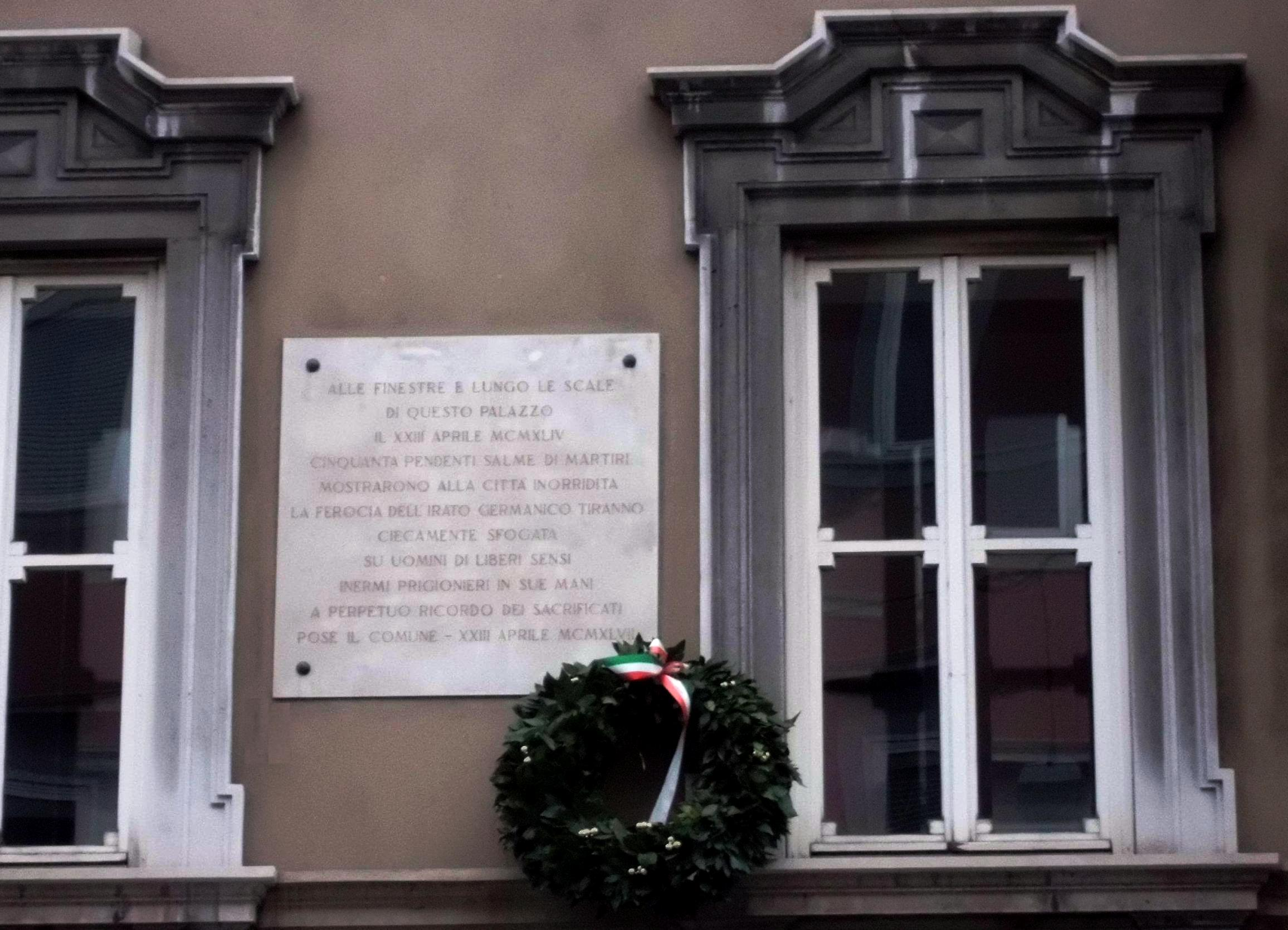
Steintafel, auf der an das Massaker an der Via Ghega erinnert wird

Im Zweiten Weltkrieg belegte die Deutsche Wehrmacht den Palast und gründete einen Offiziersclub und ein deutsches Soldatenheim, in dessen Speisesaal am 22. April 1944 eine Bombe der Partisanen explodierte, die fünf Opfer forderte: vier deutsche Soldaten und eine Frau aus Triest namens Gina Valente. Am Tag danach führte das deutsche Kommando das Massaker an der Via Ghega durch, wobei als Vergeltung 51 Personen gehenkt wurden.
Das Gebäude wurde von der Stadtverwaltung nach Vorgabe der Convenzione per la statizzazione del Conservatorio „G. Tartini“ di Trieste am 13. Juni 1954 unter Ausführung der Order der alliierten Militärregierung Nr. 68 vom 20. April 1953 und unter Umsetzung des Gesetzes Nr. 243 „Norme a favore del personale insegnante del Territorio di Trieste“ als Sitz des Conservatorio Giuseppe Tartini bestimmt.
In den 1980er-Jahren wurde eine grundlegende Restaurierung mit Einrichtung eines Orgelsaals im Keller des Palastes durchgeführt. Dieser wurde von der Firma Zanin eingerichtet und zählt zu den bedeutendsten in Friaul-Julisch Venetien.
1992 wurde zum 300. Geburtstag des istrischen Komponisten Giuseppe Tartini ein neuer Saal eingeweiht, der nach ihm benannt wurde. 1994, als die Arbeiten fast beendet waren, gab die Stadt Triest das Gebäude dem Konservatorium zurück, das einstweilen seine Aufgaben als Akademie in verschiedenen, dezentralen Räumlichkeiten weitergeführt hatte. Die Restaurierungen wurden 2003 mit dem Bau eines neuen Flügels für den Unterricht und der Modernisierung des gesamten Bauwerks endgültig abgeschlossen.